# Giuseppe Zonca
Giuseppe Zonca (Brescia, 1715 – Monaco di Baviera, 4 gennaio 1772) è stato un compositore e basso italiano, attivo principalmente in Germania.
Inizialmente studiò filosofia e teologia, ma una volta ordinato sacerdote decise d'intraprendere la carriera musicale. Il 22 aprile 1752 fu nominato cantante basso presso la cappella di corte di Monaco con un compenso di 1000 fiorini l'anno. Nel 1754 compose il suo primo lavoro, l'oratorio La morte d'Abel, il quale fu rappresentato presso la stessa corte. Seguirono la serenata L'Angelica (1758) e l'opera seria Il re pastore (1760) (libretto che verrà messo in musica anche da Wolfgang Amadeus Mozart 15 anni più tardi). Nel 1765 il suo stipendio fu ridotto a 475 fiorini.
I lavori di Zonca, il quale utilizzò unicamente i testi del Metastasio, seguono i dettami dell'opera seria italiana e risultano essere privi di originalità. Della sua famiglia si ricorda anche il fratello (o il nipote) Giovanni Battista Zonca, anch'esso cantante basso.

## Lavori
- La morte d'Abel (oratorio, libretto di Pietro Metastasio, 1754, Monaco)
- L'Angelica (serenata, libretto di Pietro Metastasio, 1758, Monaco)
- Il re pastore (opera seria, libretto di Pietro Metastasio, 1760, Teatro Cuvilliés di Monaco di Baviera)
- La partenza (serenata, libretto di Pietro Metastasio; musicato in collaborazione con Niccolò Jommelli)
- Cessa o Tirsi (aria per basso e basso continuo, 1783)
- Altre 31 che comprendono arie da concerto e arie per opere di altri compositori
- 2 mottetti